# 반민족행위처벌법

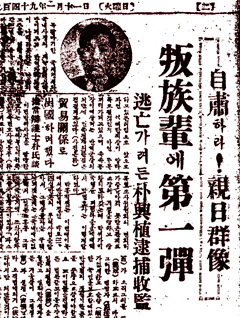
반민특위 활동 보도 기사 (1949년 1월 11일자 조선일보 보도)

반민족행위처벌법(反民族行爲處罰法)은 일제강점기 당시 일본에 협력한 친일파를 반민족 행위로 규정하고 처벌하기 위하여 제정한 법률이다. 1948년 8월 대한민국 제헌헌법 제101조에 의하여 국회에 반민족행위처벌법 기초특별위원회가 구성되었고, 그해 9월 22일 법률 제3호로서 이 법이 제정되었다.
반민족행위특별조사위원회(약칭, 반민특위)가 구성된 1948년 10월부터 친일반민족행위자들에 대한 예비 조사를 시작으로 반민특위는 의욕적인 활동을 벌였으나 반민특위법의 개정 등으로 친일파였던 장경근에 의해 1949년 10월에 해체되었다.

## 배경

### 부일협력자.민족반역자.전범.간상배에 대한 특별조례법률

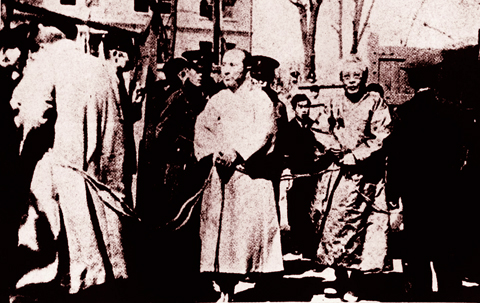
반민특위에 피체된 김연수, 최린

1946년 10월에 발발한 10월 인민항쟁을 계기로 남조선과도입법의원은 1947년 1월 중도 좌익세력의 주도로 친일파 처리를 위한 부일협력자.민족반역자.전범.간상배에 조사하는 위원회를 구성하였다. 1946년 실시된 남조선과도입법의원 선거로 친일파로 지목되는 상당수가 입법의원으로 당선되자 이들의 의원자격 및 향후 선거에서 입후보자격을 박탈하고 10월 인민항쟁에서 나타난 민중의 요구를 수용하기 위하여 '부일협력자.민족반역자.전범.간상배에 대한 특별조례법률'의 초안이 1947년 3월 13일 상정되었다. 당시, 초안은 일제 하의 독립운동을 참여한 관선의원을 중심으로 마련되었으며 내용은 민족 정통성을 갖추기 위해 친일파를 배제하고 처벌의 모든 조항에 최저형을 규정한 이상주의(以上主義))를 채택함과 동시에 반민족행위가 무거운 민족반역자는 국회 동의 없이는 형기를 경감할 수 없도록 하는 등의 처벌규정을 담고 있었다. 하지만, 초안은 친일파의 범위를 광범위하게 규정하였다는 비판과 친일파 처벌에 반대하는 정치세력, 입법의원 내에 친일 경력이 있는 의원들의 반대로 4월 22일에 수정안이 상정되었다. 수정안은 부일협력자에는 없던 체형과 재산형이 추가되었지만 친일파의 범위를 모든 일제의 관공리를 당연범으로 하였던 것과는 달리 칙임관 이상에 대해서만 당연범으로 다루었고 초안에는 없던 공소시효를 두어 적용범위가 축소되었다. 또한, 모든 처벌규정에 최저형의 규정이 없는 이하주의(以下主義)가 채택되고 재판관의 판단에 따라 형을 경감하거나 면제할 수 있는 가감례 규정을 두었다. 처벌 규정이 약화된 수정안에 대해서도 전범자와 왕공작을 받은 자 및 의의 처벌 규정을 삭제하자는 친일계열의 민선의원 측의 주장과 '이하주의' 채택과 '가감례' 규정 삽입을 비판하는 중도좌파계열의 관선의원 들의 대립으로 재수정하기로 가결하고 5월 5일 재수정안이 상정되었다. 친일파 처리에 미온적인 재수정의원 들에 의해 상정된 재수정안에서는 공소시효가 1년으로 단축되고 전범과 왕공작을 받은 자 및 계승자의 처벌 규정이 삭제되어 처벌 규정 강화를 주장했던 관선의원의 큰 반발을 불러 일으켰고 재수정안 반대파 의원 5인이 새로 선정되어 법안을 재작성하여 1947년 7월 2일 최종안이 제정되었다. 최종안은 친일파 숙청에 있어 민족반역자도 선택범 규정을 둔 재수정안과 달리 모두 당연범으로 규정하였고 관리에 대한 선택범도 직위로 구분하여 친일파 처벌에 대한 객관적 기준을 제시하였다.

### 특별조례법률에 대한미군정의 입장

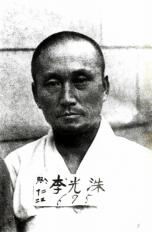
이광수의 반민특위 수형 시절 (1949년 2월초)

당시 미군정은 과도입법의원을 군정의 자문기구 성격으로 규정하고 미군정 장관에게 과도입법의원에서 제정한 법률의 인준권을 부여하였다. 미군정은 일제하에서 관리로 지낸 조선인을 군정 관리로 기용하고 있었기 때문에 특별조례법률의 제정에 초기부터 '선 선거법, 후 친일파 처리'라는 논리로 반대하였고 법안이 제정되고 나자 인준을 거부하였다. 미군정의 거부로 '특별조례'는 시행되지 못 하였다.

## 제정 과정
1948년 5.10총선거를 통해 제헌국회가 구성되고 헌법기초위원회를 통해 헌법초안을 기초하는 과정에서 소장파 의원 김광준의 주도로 친일파 처벌을 위한 특별법을 규정할 수 있는 규정이 대한민국 제헌 헌법에 마련되었다. 1948년 8월 5일 대한민국 제헌 국회 제40차 본회의에서 김웅진 의원이 반민법을 기초할 특별위원회를 설치하자는 긴급 동의안을 제출하여 재석위원 155명 가운데 찬성 105명, 반대 16명으로 가결되었고 '특별법기초위원회'의 위원이 구성되었다. 특별법기초위원회는 과도입법의원이 제정한 '특별조례법률'을 토대로 만든 전문위원의 안을 중심으로 일본의 공직자 추방령, 중국 장개석의 전범처리, 북조선인민위원회 법안도 참고하여 8월 16일 초안을 국회에 상정하였다.

### 제정
제정과정에서 친일파 처리에 미온적인 김준연, 곽상훈, 황호현, 서성달 등은 '반민법'이 시행되면 사회가 혼란에 빠진다는 이유로 반민법 제정에 반대하였으며 노일환, 김병회, 유성갑, 박해정, 황두연 등의 소장파 의원들은 공소시효의 연장, 가감례 조항의 삭제를 주장하는 등 처벌을 보다 강화할 것을 주장하였다. 이러한 논의 끝에 9월 7일 찬성 103명, 반대 6명으로 '반민법'은 국회를 통과하였다. 이승만 정부는 '반민법' 시행을 반대하는 입장이었으나 정부가 제출한 양곡매입법안에 대해 국회에서 이 법안의 강제매입 조항을 자유매입으로 하는 등의 수정안을 마련한 상태여서 반민법을 거부할 경우 양곡매입법안 통과가 어렵다고 판단하여 1948년 9월 22일 반민법을 서명하고 법률 3호로 공포하였다.

### 1차 개정

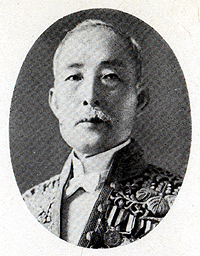
박중양
(1949년 1월 반민특위에 의해 기소되었다.)

1948년 11월 26일 법안 제9, 12, 15, 26조 내용을 일부 개정. 반민법 제8조를 근거로 하여 각 도별 한 명의 조사위원을 선출하여 10월 23일에 10명의 반민족행위특별조사위원회(이하 '반민특위') 위원을 선출하고 실제 조사를 담당할 기구를 만들기 위해 반민족행위처벌조사위원회조사기관 조직법을 추가하였다. 추가된 법에 따라 조사상 필요에 의하여 특별조사위원이 사법경찰관리(특별경찰대, 줄여서 특경대)를 설치하고 독립적으로 지휘명령할 수 있게 되었다.

### 2차 개정
1949년 7월 6일 일부 개정. 이승만 정부와 친일파들은 '반민족행위처벌법' 제정 초기부터 이 법에 반대하여 여러차례 개정을 요구하여 법안의 무력화를 시도하였다. 1949년 7월 6일 법무부 장관에서 돌아온 이인 의원이 제출한 개정안이 통과되어 '반민족행위처벌법’공소시효가 1950년 6월 20일에서 1949년 8월 말일로 단축되었다. 이에 반발하여 김상덕 위원장 포함 특별조사위원 전원, 특별재판관 3인, 특별검찰관 3인이 사표를 제출하였다.

### 3차 개정
1949년 9월 23일 일부 개정. 이 해 9월 22일 ‘반민족행위특별조사기관조직법’과 ‘반민족행위특별재판부부속기관법’에 대한 폐지안 및 ‘반민법’ 개정안(특별검찰부, 특별재판부 담당업무가 대검찰청, 대법원으로 이관)이 제출되었으며 9월 23일 국회를 통과하여, 10월 4일 반민특위, 특별검찰부, 특별재판부가 모두 해체되었다.

### 폐지
1951년 2월 14일에는 반민족행위처벌법등폐지에관한법률을 통해 공소계속중의 사건은 법률시행일에 공소취소된 것으로 간주하여 반민족행위처벌법은 폐지되었다.

## 같이 보기
- 반민족행위특별조사위원회
- 대한민국 친일반민족행위진상규명위원회